# سرعت می‌کشد
سرعت می‌کشد (به انگلیسی: Speed Kills) فیلمی است در ژانر جنایی، درام و اکشن به کارگردانی جودی اسکافیلد، محصول ۲۰۱۸ هلند و به زبان انگلیسی است. این فیلم دربارهٔ داستان زندگی دانلد ارونوف، میلیاردر و قهرمان قایق‌سواری، و زندگی دوگانهٔ او و درگیری‌اش با مراجع قانونی و قاچاقچیان مواد مخدر است. سناریوی این فیلم را دیوید ارون کوهن و جان لوسنهوپ نگاشته‌اند و جان تراولتا، کاترین وینیک و جنیفر اسپوزیتو در آن به ایفای نقش پرداخته‌اند. سرعت می‌کشد در ۱۶ اوت ۲۰۱۸ در هلند اکران شده است.